# Lubiestowo (przystanek kolejowy)
Lubiestowo (ros. Любестово) – przystanek kolejowy w rejonie rosławskim, w obwodzie smoleńskim, w Rosji. Położony jest na linii Briańsk – Smoleńsk, w oddalaniu od skupisk ludzkich. Najbliższymi miejscowościami są Sysojewka i Lubiestowo.